# Liriomyza sonchi
Liriomyza sonchi är en tvåvingeart som beskrevs av Friedrich Georg Hendel 1931. Liriomyza sonchi ingår i släktet Liriomyza och familjen minerarflugor. Arten är reproducerande i Sverige. Inga underarter finns listade i Catalogue of Life.